# Melisa Şenolsun
Melisa Şenolsun (Smirne, 24 settembre 1996) è un'attrice turca.

## Biografia
Nata a Smirne, è sorella di Efecan, anch'egli attore. Studia presso il Conservatorio statale dell'Università di Istanbul
Inizia la sua carriera di attrice all'età di 19 anni, venendo inclusa nella serie televisiva Tatlı Küçük Yalancılar nel ruolo di Hande. Tra il 2015 e il 2016 fa quindi parte della prima stagione di Kiralık Aşk, con Barış Arduç, Elçin Sangu e Salih Bademci, vestendo i panni di Sude İplikçi.
Compie il proprio debutto sul grande schermo nel 2017 interpretando Feride in Babam, film drammatico di Nihat Durak.

## Filmografia

### Cinema
- Babam, regia di Nihat Durak (2017)

### Televisione
- Tatlı Küçük Yalancılar – serie TV (2015)
- Kiralık Aşk – serie TV, 52 episodi (2015-2016)
- Umuda Kelepçe Vurulmaz – serie TV, 15 episodi (2016-2017)
- Nefes Nefese – serie TV, (2018)
- The Gift - serie TV, (2019-2021)